# Museu Guggenheim Hermitage de Vílnius
El Museu Guggenheim Hermitage de Vílnius va ser una proposta de museu d'art per a la ciutat de Vílnius, capital de Lituània. El 8 d'abril de 2008, un jurat internacional va nomenar a Zaha Hadid, un arquitecte britànico-iraquià, com a guanyador del concurs internacional organitzat per al disseny del museu. El museu va ser inicialment programat per a la seva inauguració el 2011. Més tard, es va anunciar, que s'ajornava el 2013. Tanmateix, el projecte es va posposar a causa de la suposada canalització il·legal de fons econòmics al Centre d'Arts Visuals Jonas Mekas, i va ser objecte d'investigació des de 2010. A partir de març de 2012, es va informar que el projecte del museu, tenia novament el suport per continuar endavant, inclòs el de l'alcalde de Vílnius, Artūras Zuokas, encara que la recerca de la malversació estava en curs.